# NGC 6719
NGC 6719 ist eine Balken-Spiralgalaxie vom Hubble-Typ SBc im Sternbild Pfau am Südsternhimmel. Sie ist schätzungsweise 165 Millionen Lichtjahre von der Milchstraße entfernt.
Das Objekt wurde am 23. Juni 1835 von John Herschel entdeckt.